# Харбино-Гиринская наступательная операция
Харбино-Гиринская наступательная операция — военная операция Красной Армии против японских войск во время советско-японской войны. Проводилась с 9 августа по 2 сентября 1945 года войсками 1-го Дальневосточного фронта и Тихоокеанского флота с целью разгрома Квантунской армии в восточной части Маньчжоу-го и северной части Кореи. Часть Маньчжурской стратегической наступательной операции.

## Замысел операции
28 июня 1945 года войскам Приморской группы войск в директиве Ставки Верховного Главнокомандования № 11113 был отдан приказ о подготовке наступательной операции в центральной Маньчжурии. При разработке плана операции требовалось:
- главный удар в общем направлении на Мулин, Муданьцзян нанести силами 1-й Краснознамённой и 5-й армий, одного механизированного корпуса и одной кавалерийской дивизии, при этом на направление главного удара использовать основную массу артиллерии РГК, танков и авиации;
- вспомогательный удар в направлении на Мишань нанести силами 35-й армии;
- частью сил 25-й армии нанести вспомогательный удар в направлении Хуньчунь, Аньту, имея целью в дальнейшем овладеть портами Кореи Ранан, Сэйсин и Расин;
- всю подготовку к операции закончить к 25 июля.

В дальнейшем, в рамках всей Маньчжурской стратегической операции фронту предстояло, наступая на Синьцзин и Цзилинь, совместно с войсками Забайкальского фронта окружить и разгромить основные силы Квантунской армии.

## Состав и силы сторон

### СССР
1-й Дальневосточный фронт (командующий Маршал Советского Союза Мерецков К. А., начальник штаба генерал-лейтенант Крутиков А. Н.) в составе:
- 1-я Краснознамённая армия (генерал-полковник Белобородов А. П.)
- 5-я армия (генерал-полковник Крылов Н. И.)
- 25-я армия (генерал-полковник Чистяков И. М.)
- 35-я армия (генерал-лейтенант Захватаев Н. Д.)
- 9-я воздушная армия (генерал-полковник авиации Соколов И. М.)
- Чугуевская оперативная группа (генерал-лейтенант Парусинов Ф. А., затем[8] генерал-лейтенант Зайцев В. А.)
- Приморская армия ПВО (генерал-лейтенант артиллерии Герасимов А. В.)
- В резерве фронта:
  - 10-й механизированный корпус (генерал-лейтенант танковых войск Васильев И. Д.)
  - 87-й стрелковый корпус
  - 88-й стрелковый корпус (генерал-лейтенант Ловягин П. Е.)
  - 126-й лёгкий горнострелковый корпус (генерал-майор Соловьёв В. Н.)

### Япония
Часть сил Квантунской армии (генерал армии Отодзо Ямада):
- 1-й фронт (генерал Сэйити Кита):
  - 5-я армия (генерал Норицунэ Симидзу)
  - 3-я армия (генерал-лейтенант Кэйсаку Мураками)
- Часть сил 17-го фронта (генерал-лейтенант Ёсио Кодзуки)
  - 34-я армия

Всего в составе 1-го фронта насчитывалось 175 000 человек, в составе 17-го фронта — 150 000 человек.

## Оборона японских войск
Основу японской обороны в полосе действий 1-го Дальневосточного фронта составляли 7 крупных укреплённых районов: Хутоуский, Мишаньский, Суйфыньхэйский, Дуннинский, Дунсинчжэньский, Хуньчуньский, Кенхынский. Основные силы 1-го фронта Квантунской армии оборонялись на рубежах, подготовленных по рекам Мулинхэ и Муданьцзян.

## Ход боевых действий
В ночь на 9 августа в полосе действий ударной группировки фронта пошёл проливной дождь. Это обстоятельство заставило советское командование скорректировать план операции. Было принято решение начать наступление под покровом темноты и непогоды без артиллерийской подготовки. В 1 час ночи 9 августа передовые отряды стрелковых войск и пограничников пересекли советско-китайскую границу. Дождь, скрывающий передвижения, способствовал достижению внезапности, что позволило советским войскам ворваться в укреплённые районы и застать противника врасплох. К утру передовым отрядам удалось продвинуться вглубь японской обороны на 3-10 км. В 8 часов 30 минут в наступление перешли главные силы фронта. К исходу первого дня операции 5-я армия прорвала Суйфыньхэйский укрепрайон и продвинулась до 23 км. 1-я Краснознамённая армия, наступая в трудных условиях горно-таёжной местности при полном бездорожье, за день преодолела 5-6 км.
Наступление 35-й армии на вспомогательном направлении началось с сильного артиллерийского налёта на опорные пункты противника. Затем главные силы армии, форсировали Уссури и Сунгачу и преодолев обширный болотистый район к исходу дня вышли к Хутоу — мощному узлу сопротивления.
Успешно развивалось наступление 25-й армии, которая к полудню 10 августа главными силами овладела основными опорными пунктами японской обороны и освободила города Дуннин, Тумэнь и Хуньчунь. В то же время левофланговые соединения армии, наступающие вдоль побережья Японского моря, при артиллерийской поддержке кораблей Тихоокеанского флота успешно преодолели долговременные укрепления противника на границе с Кореей. 12 августа совместными действиями 393-й стрелковой дивизии и десантников Тихоокеанского флота были взяты города-порты Юки (Десант в порт Юки) и Расин (Расинский десант). В последующие дни советские войска овладели ещё рядом населённых пунктов. Четверо суток длился бой за крупный промышленный центр и японскую военно-морскую базу город Сэйсин (Чхонджин). С потерей корейских портов Квантунская армия лишилась связи с Японией.
К исходу 14 августа советские войска прорвали все приграничные укреплённые районы и продвинулись вглубь Маньчжурии на 120—150 км. Одной из целей на пути наступающих являлся важный узел дорог, крупный город Восточной Маньчжурии — Муданьцзян. Ещё 13 августа 26-й стрелковый корпус под командованием генерал-майора Скворцова А. В. ворвался в город с севера и завязал бои на его улицах. Однако вскоре под натиском контратакующих японских войск корпус вынужден был отойти на 8-10 км северо-восточнее города. Только 16 августа соединения 1-й Краснознамённой и 5-й армий в результате четырёхдневного штурма овладели этим крупным узлом сопротивления и расчленили тем самым 1-й фронт Квантунской армии. Овладев городом, советские войска вышли на оперативный простор и развернули стремительное наступление на Харбин и Гирин.
С 17 августа началась массовая сдача в плен японских войск. Чтобы ускорить их капитуляцию, в ряде крупных городов, в том числе в Харбине, Гирине и Хэйдзё с 18 по 24 августа были высажены воздушные десанты. Кроме того, для овладения важными промышленными центрами были созданы сильные подвижные отряды, которые стремительными действиями должны были не допустить вывоза или уничтожения японцами материальных ценностей.
Несмотря на то, что организованное сопротивление японских войск было сломлено, их отдельные группировки, оставаясь полностью отрезанными от основных сил, продолжали сражаться. Однако и они вскоре были уничтожены или взяты в плен.

## Потери

### Япония
Японские войска потеряли около 108 000 человек пленными, свыше 700 орудий, 120 танков, около 360 самолётов.

### СССР
В боях за освобождение Китая и Кореи 1-й Дальневосточный фронт потерял 21 069 человек, из них 6324 человек безвозвратно. Тихоокеанский флот потерял 1298 человек, из них безвозвратно — 998 человек.

## Результаты операции
В результате операции советские войска разгромили противостоящую группировку противника, продвинулись на территорию Маньчжурии на глубину до 300 км и во взаимодействии с Тихоокеанским флотом освободили от японских войск северную часть Корейского полуострова.
В ходе операции, уже после того, как Тихоокеанский флот СССР вступил в боевые действия в заранее согласованной с союзниками зоне, США установили в акватории портов Расин, Гёнзан и Сейсин несколько сотен морских мин различных типов — в т. ч. акустических, гидродинамических и магнитных. При этом командование США не сообщило СССР о постановке минных заграждений в этом районе, а после официального обращения правительства СССР военно-морской атташе США во Владивостоке Рулард сообщил, что «координаты минных постановок неизвестны, так как они производились армейской авиацией». 16 августа 1945 года на американских минах, установленных в акватории порта Сейсин, подорвались советские транспорты «Ногинск» и «Дальстрой», и только усилия команд спасли корабли от затопления.
За боевые отличия ряд соединений и частей фронта был удостоен почётного наименования «Харбинских», «Гиринских».

## Удостоенные звания «Герой Советского Союза» за боевую операцию
- Барташов Макар Власович, полковник, командир 12-й штурмовой авиационной дивизии ВВС Тихоокеанского флота за умелое командование авиадивизией, личное мужество и отвагу в боях с японскими милитаристами Указом Президиума Верховного Совета СССР от 14 сентября 1945 года присвоено звание Героя Советского Союза с вручением ордена Ленина и медали «Золотая Звезда». Золотая Звезда № 7135[11].
- Барбашинов Михаил Никанорович, майор, командир 37-го штурмового авиационного полка 12-й штурмовой авиационной дивизии ВВС Тихоокеанского флота за умелое командование полком, личное мужество и отвагу в боях с японскими милитаристами Указом Президиума Верховного Совета СССР от 14 сентября 1945 года присвоено звание Героя Советского Союза с вручением ордена Ленина и медали «Золотая Звезда». Золотая Звезда № 7134
- Перекрестов Григорий Никифорович, генерал-майор, командир 65-го стрелкового Ковенского Краснознамённого корпуса 5-й армии 1-го Дальневосточного фронта за умелое командование стрелковым корпусом, образцовое выполнение боевых заданий командования на фронте борьбы с японскими милитаристами и проявленные при этом мужество и героизм Указом Президиума Верховного Совета СССР от 8 сентября 1945 года присвоено звание Героя Советского Союза с вручением ордена Ленина и медали «Золотая Звезда». Золотая Звезда № 6151[11].